# Armée de Bretagne
L'Armée de Bretagne était une armée de volontaires constituée lors de la guerre de 1870 après que la république eut remplacé le Second Empire.
Elle était constituée des volontaires des cinq départements bretons (Côtes-du-Nord, Finistère, Ille-et-Vilaine, Loire-Inférieure et Morbihan) dans le Camp de Conlie.
Mal équipée, non entraînée, elle subit le même sort que les autres unités françaises lors de la déroute du Mans (11 et 12 janvier 1871).

## Le camp de Conlie
Cinquante à soixante mille mobilisés bretons, formant l'armée de Bretagne, d'abord sous les ordres du général comte de Kératry auquel, par un décret de Gambetta, fut conféré le grade de général de division au titre auxiliaire et adjoint d'Ernest Louis Carré-Kérisouet comme commissaire général, avec le rang de général de brigade puis pendant une brève période du colonel Joseph Marie Le Bouédec devenu à l'occasion général et enfin du général de Marivault, furent rassemblés dans le camp de Conlie. Mal vêtus, contraints de monter leurs tentes dans un terrain récemment labouré, devenu bientôt fangeux, sans aucun approvisionnement, tant alimentaire que d'ordre militaire, ils furent bientôt la proie de maladies (fièvre typhoïde, variole...). Gambetta les considérant comme des Chouans potentiels, il n'équipa qu'une infime fraction des troupes avec à peine plus de 4 000 vieux fusils à percussion de types divers parfois rouillés, dont les plus modernes étaient des Springfield de la guerre de Sécession. De plus, ils furent dotés de munitions hétéroclites qui parfois ne correspondaient pas à leurs armes, ou dont la poudre avait été "délavée" par l'humidité et se révélaient incapables de faire feu. Dans le pire des cas, certaines de ces armes explosaient au moment du tir, s'avérant plus dangereuses pour leur servant que pour l'ennemi. Indigné par le sous-équipement de ses troupes et les conditions sanitaires déplorables qui leur étaient imposées, et n'obtenant pas de réponse satisfaisante du Gouvernement de Défense Nationale, Keratry demanda à être relevé de son commandement.
Déplacés à la Tuilerie dans un saillant, et portés à la pointe de la défense française, alors qu'ils ne devaient former qu'une armée de réserve, ils furent rapidement obligés de reculer, après la déroute des forces régulières françaises, le 11 janvier 1871. Le camp de Conlie est pris par la 20e division allemande dans la nuit du 13 janvier, après la bataille du Mans.